# Robert Nippoldt

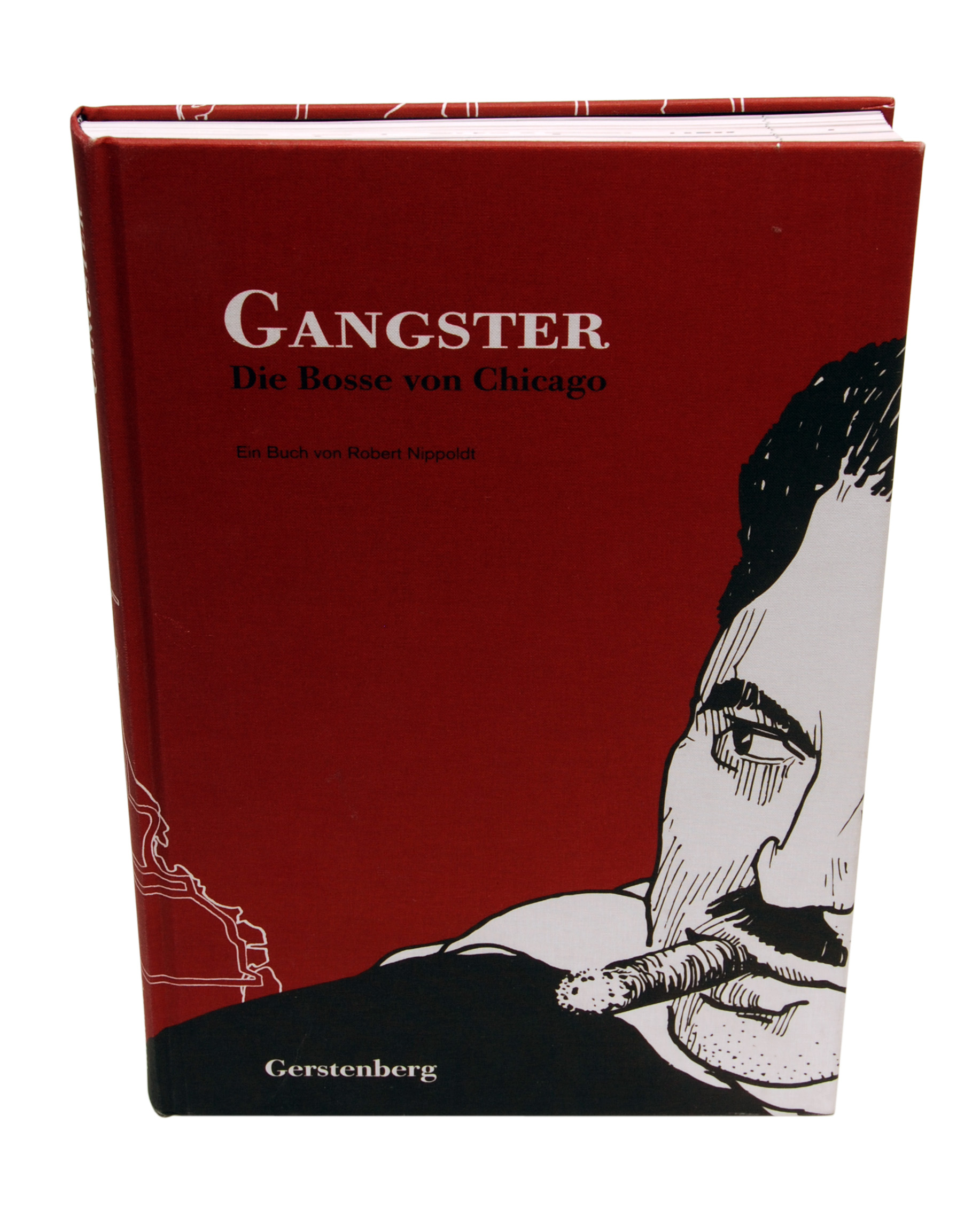
Gangsters de Chicago

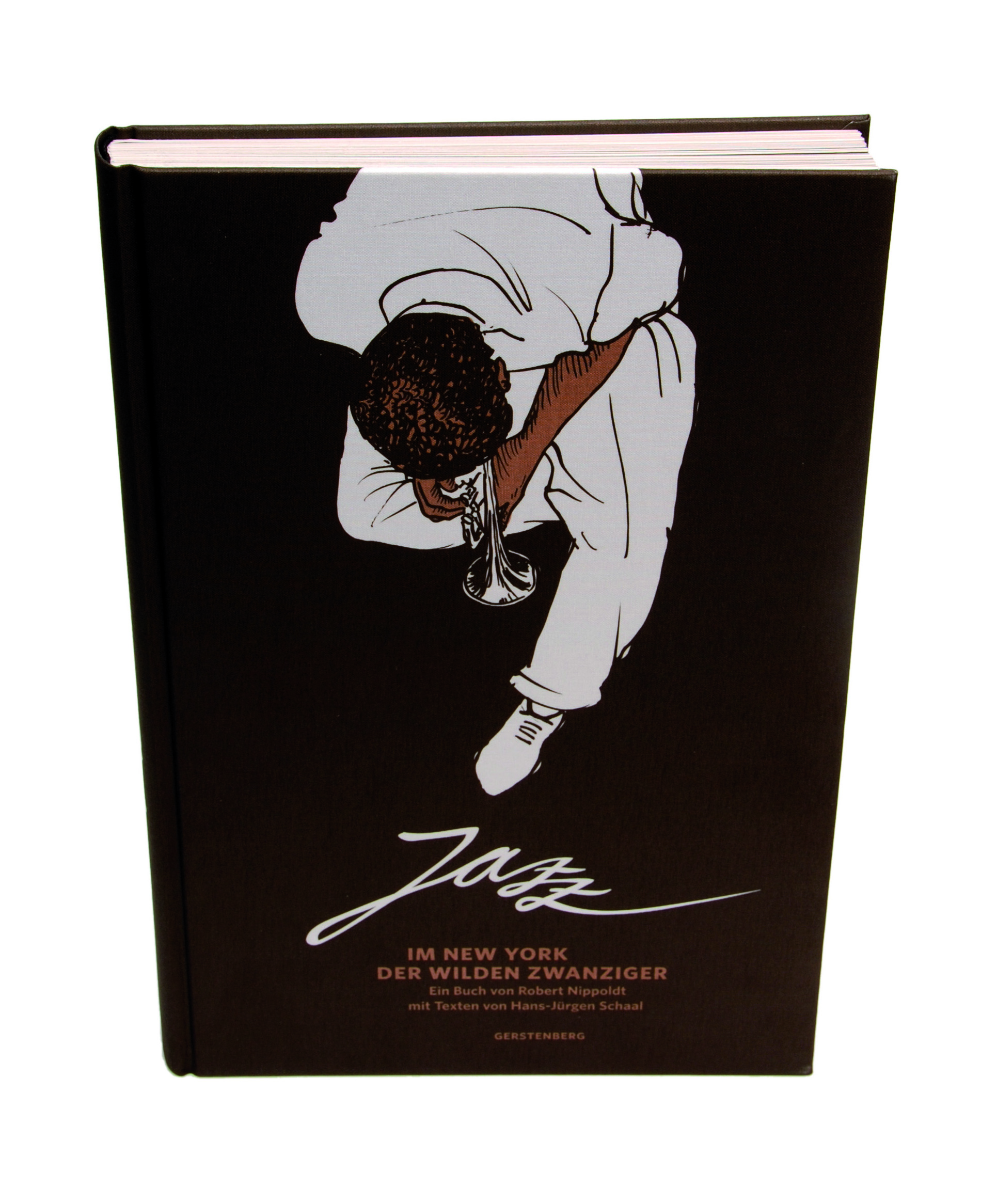
Jazz dans le New York des Années folles

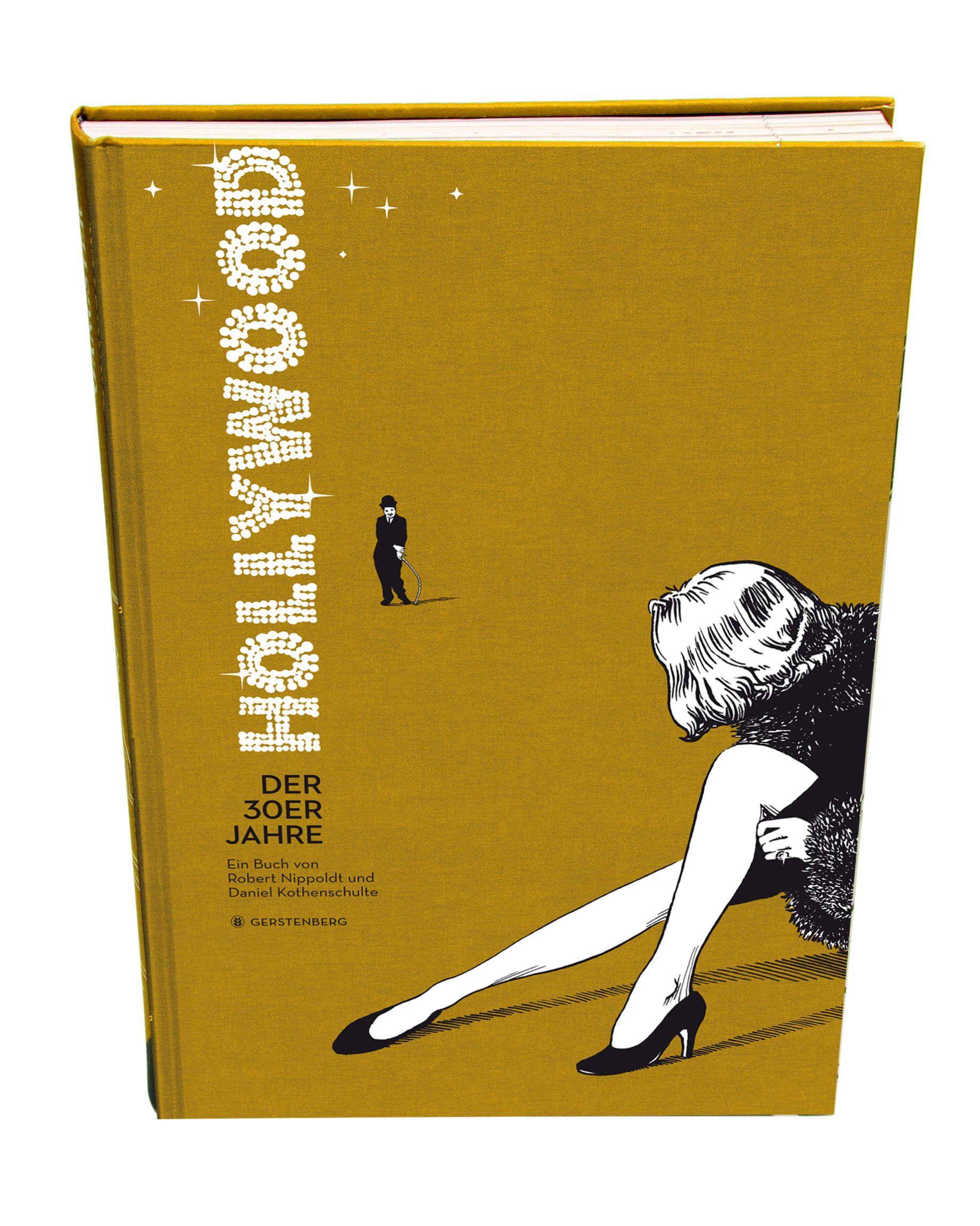
Hollywood dans les années 1930

Robert Nippoldt, né en 1977 à Kranenburg en Allemagne, est un illustrateur, graphiste et artisan du livre allemand.

## Biographie
Étudiant, il opte pour la filière du graphisme et de lʼillustration à lʼUniversité de sciences appliquées de Münster. Le livre Gangsters de Chicago est son projet de thèse. Deux ans plus tard, en 2007, est publié son deuxième ouvrage, Jazz dans le New York des Années folles,. Traduit en plusieurs langues, il lui vaut de nombreux prix. 
En 2010, Hollywood dans les années 1930,,, son troisième livre consacré à lʼAmérique des années 1920 et 1930, sort de presse. Son quatrième livre, La nuit tombe sur le Berlin des années folles, est paru en 2017 chez Taschen. Ses ouvrages sont accompagnés de jeux et de sérigraphies en édition limitée.
Parallèlement à ces projets, il réalise des illustrations pour des clients et des magazines internationaux, y compris The New Yorker, Le Monde, Die Zeit, Mercedes-Benz, Reader's Digest, Taschen et Time Magazine. Pour ce type de commandes, il collabore avec sa sœur, Astrid Nippoldt, et sa femme, Christine Nippoldt, avec qui il crée le Studio Nippoldt,.
Le livre consacré à Berlin est accompagné du spectacle « Ein rätselhafter Schimmer » (Un mystérieux reflet). Il a été créé pour la scène en 2015-2018 par Robert Nippoldt et le trio Größenwahn, avec illustrations et musique en direct et a déjà été représenté plus de 50 fois, notamment au Pantheon Theater de Bonn, au Heimathafen Neukölln de Berlin, à la Historische Stadthalle de Wuppertal, au Schloss Elmau, au Kurhaus Göggingen et sur les navires de croisière AIDA.
Les travaux de Robert Nippoldt sont exposés en Allemagne, en Suisse et en Espagne. Son studio est situé dans lʼancienne gare de marchandises de Münster.

## Publications
- Gangsters de Chicago, Gerstenberg Verlag, Hildesheim 2005.  (ISBN 978-3-8067-2941-2)[14],[15]
- Jazz dans le New York des Années folles avec Hans-Jürgen Schaal (texte), Taschen 2013,  (ISBN 978-3836545013)[16]
- Hollywood dans les années 1930 avec Daniel Kothenschulte (idée originale, texte) et Christine Goppel (coloration), Taschen, 2013,  (ISBN 978-3-8369-2628-7)[17]
- The Great Transformation: Climate – Can we beat the Heat avec Christine Goppel, Jörg Hartmann, Jörg Hülsmann, Astrid Nippoldt et Iris Ugurel, publié par A. Hamann, C. Zea-Schmidt et Reinhold Leinfelder, WBGU, Berlin 2014.  (ISBN 978-3936191417)[18]
- La nuit tombe sur le Berlin des Années folles avec Boris Pofalla (texte), Taschen 2017,  (ISBN 978-3-8365-6321-5)[19]

## Prix
- ADC Award pour Berlin, 2019, New York[20]
- Indigo Design Award pour Berlin, 2019, Amsterdam[21]
- iF Design Award pour Berlin, 2019, Hannover[22]
- German Design Award pour Berlin, 2019, Frankfurt[23]
- A' Design Award pour Berlin, 2019, Como[24]
- Econ Megaphon Award, Shortlist, pour Berlin, 2018, Berlin[25]
- International Design Award pour Berlin, 2018, Los Angeles[26]
- Best Book Award pour Berlin, 2018, Los Angeles[27]
- Berliner Type Award pour Berlin, 2018, Berlin[28]
- Red Dot Design Award pour Berlin, 2018, Essen
- ADC Award pour Berlin, 2018, Berlin[29]
- Joseph Binder Award pour Berlin, 2018, Vienne
- International Creative Media Award pour Berlin, 2018, Meerbusch[30]
- Prix Hans Helmut Prinzler du livre cinématographique du mois pour Berlin, 2018, Berlin[31]
- German Design Award pour Jazz, 2016, Frankfurt[32]
- Meilleure infographie américaine pour Facemap dans Hollywood, 2015, New York
- International Book Award pour Jazz, 2014, Los Angeles[33]
- Good Design Award pour Jazz, 2014, Chicago[34]
- Joseph Binder Award pour Jazz, 2014, Vienne
- A' Design Award pour Jazz, 2014, Côme[35]
- D&AD, récompense pour Jazz, 2014, Londres[36]
- Meilleure infographie américaine pour The Recording Sessions – Sociogram dans Jazz, 2014, New York
- International Design Award pour Jazz, 2013, Los Angeles[37]
- German Designer Club Award pour Hollywood, 2011, Francfort
- Red Dot Design Award pour Hollywood, 2011, Essen[38]
- Prix Hans Helmut Prinzler du livre cinématographique de lʼannée pour Hollywood, 2010, Berlin
- European Design Award pour Jazz, 2008, Stockholm[39]
- Stiftung Buchkunst: « The most beautiful german book 2007 » pour Jazz, 2007, Francfort
- Illustration: « One of the most wonderful books in Europe » pour Jazz, 2007, Berlin
- Red Dot Design Award pour Gangster, 2006, Essen